# Minisge
Genre
Minisge est un genre d'opilions laniatores de la famille des Stygnopsidae.

## Distribution
Les espèces de ce genre sont endémiques d'Oaxaca au Mexique. Elles se rencontrent dans des grottes du système Huautla.

## Liste des espèces
Selon World Catalogue of Opiliones (06/10/2021) :
- Minisge kanoni Cruz-López, Monjaraz-Ruedas & Francke, 2019
- Minisge sagai Cruz-López, Monjaraz-Ruedas & Francke, 2019

## Genres de la sous-famille des Stygnopsinae
Selon World Catalogue of Opiliones (06/10/2021) :
- Chinquipellobunus Goodnight & Goodnight, 1944
- Hoplobunus Banks, 1900
- Isaeus Sørensen, 1932
- Iztlina Cruz-López & Francke, 2017
- Mexotroglinus Šilhavý, 1977
- Minisge Cruz-López, Monjaraz-Ruedas & Francke, 2019
- Panzosus Roewer, 1949
- Paramitraceras Pickard-Cambridge, 1905
- Philora Goodnight & Goodnight, 1954
- Sbordonia Šilhavý, 1977
- Serrobunus Goodnight & Goodnight, 1942
- Stygnopsis Sørensen, 1902
- Tonalteca Cruz-López & Francke, 2017
- Troglostygnopsis Šilhavý, 1974

## Publication originale
- Cruz-López, Monjaraz-Ruedas & Francke, 2019 : « Turning to the dark side: Evolutionary history and molecular species delimitation of a troglomorphic lineage of armoured harvestman (Opiliones: Stygnopsidae). » Arthropod Systematics & Phylogeny, vol. 77, no 2, p. 285–302.